# جيمي والش (ملاكم)
جيمي والش (بالإنجليزية: Jimmy Walsh)‏ (18 يوليو 1883 بماساتشوستس في الولايات المتحدة - 23 نوفمبر 1954) هو ملاكم أمريكي، صنّف ضمن فئة وزن البانتام ‏.

## إحصائيات
خاض خلال مسيرته 135 نزالا، فاز في 46 وتعادل في 27 وخسر في 19. فاز بالضربة القاضية في 14 نزالا.

## روابط خارجية
- جيمي والش على موقع بوكس ريك (الإنجليزية) (registration required)